# Ariobarzanes (Frigia helespóntica)
Ariobarzanes (fl. 407-362 a. C.), sátrapa persa de la Frigia helespóntica desde el 387 hasta el 362 a. C.

## Contexto histórico
Ariobarzanes (en persa antiguo Ariyabrdna) pertenecía a una familia noble de la alta élite persa. Su padre, Farnabazo II, era sátrapa de la Frigia helespóntica. La dinastía farnácida comenzó con Farnaces, tío y personaje notable de la corte de Darío I. Desde ese momento los descendientes de Farnaces estuvieron siempre muy próximos al rey persa. Por ejemplo, su padre Farnabazo tomó por esposa a la hija del rey, la princesa Apame, con quien tuvo un hijo, Artabazo II, hermanastro de Ariobarzanes.
En el 407 a. C. Ariobarzanes sirvió como escolta. Tenía que acompañar a varios embajadores atenienses que habían estado en la corte de su padre hasta la costa para que pudieran regresar a sus hogares. Parece que por aquellos días entabló amistad con Antálcidas, noble espartano.

## Un sátrapa rebelde
Su padre jugó un rol muy importante en la guerra de Corinto y al recibir un nuevo destino, Ariobarzanes le sucedió como sátrapa de la Frigia helespóntica en el año 387 a. C. El nuevo sátrapa tenía buenas relaciones con Atenas y Esparta.
Por razones desconocidas, Ariobarzanes se rebeló contra el rey Artajerjes II en el vigésimo año de su gobierno, siendo apoyado por las dos ciudades griegas, así como por otros sátrapas como Mausolo de Caria, Orontes I de Armenia, Autofradates de Lidia y Datames de Capadocia. El rey espartano Agesilao II llegó al Asia Menor con una fuerza mercenaria de apoyo a los rebeldes. Ariobarzanes recibió incluso apoyo lejano del faraón de Egipto, Teos.
Como agradecimiento por su apoyo, Ariobarzanes entregó a Atenas la ciudad de Sestos en el Quersoneso a la entrada del Helesponto, ciudad que con anterioridad había sido ateniense. Los atenienses le nombraron ciudadano de Atenas en respuesta.
En el año 362 a. C. los rebeldes fueron derrotados. Ariobarzanes fue traicionado por su hijo Mitrídates y fue crucificado. Le sucedió su hermanastro Artabazo.